# سن میگوئل (سانتاندر)
سن میگوئل (انگلیسی: San Miguel, Santander) یک منطقهٔ مسکونی در کلمبیا است.